# Бородач двухколосый
Борода́ч двухколо́сый (лат. Andropogon distachyos) — типовой вид рода Бородачевник (Andropogon) семейства Злаки (Poaceae).

## Этимология названия
Видовой эпитет образован от лат. di — «два» и греч. σταχυϛ — «колос», то есть буквально «двухколосый».

## Ботаническое описание
Многолетнее травянистое растение высотой 0,5—0,7 м с тонкими, прямостоячими, гладкими стеблями. Гемикриптофит.
Листья цельные, очерёдные, покрытые шелковистым опушением. Междоузлия и цветоножки от линейной до булавовидной формы, опушённые.
Цветки зелёного или фиолетового цвета, собраны в терминальные кисти 4—14 см длиной, состоящие из двух колосков, каждый 5—7 см длиной. Цветение с мая по июнь.
Плод — продолговатая зерновка, приплюснутая сзади.

## Распространение и местообитание
Бородач двухколосый обитает на юге Синайских гор. Растёт в средиземноморских лесах и кустарниковых зарослях, полустепях, кустарниковых степях.

## Синонимика
- Andropogon distachyos var. dasystachys Hack.
- Andropogon distachyos var. hirtus Chiov.
- Andropogon sanguinarius Schreb.
- Apluda distachya (L.) P.Beauv.
- Chrysopogon distachyos (L.) L.Rossi
- Holcus distachyos (L.) Roem. & Schult.
- Holcus liburnicus Scop.
- Pollinia distachya (L.) Spreng.
- Sorghum distachyon (L.) Kuntze[3]